# ألان دوغلاس
ألان دوغلاس (بالإنجليزية: Alan Douglas)‏ هو منتج أسطوانات وكاتب سيناريو وملحن أمريكي، ولد في 20 يوليو 1931 في بوسطن في الولايات المتحدة، وتوفي في 7 يونيو 2014 في باريس في فرنسا.

## وصلات خارجية
- ألان دوغلاس على موقع IMDb (الإنجليزية)
- ألان دوغلاس على موقع ألو سيني (الفرنسية)
- ألان دوغلاس على موقع ميوزك برينز (الإنجليزية)
- ألان دوغلاس على موقع أول موفي (الإنجليزية)
- ألان دوغلاس على موقع قاعدة بيانات الأفلام السويدية (السويدية)
- ألان دوغلاس على موقع أول ميوزيك (الإنجليزية)
- ألان دوغلاس على موقع ديسكوغز (الإنجليزية)
- ألان دوغلاس على موقع قاعدة بيانات الفيلم (الإنجليزية)
- ألان دوغلاس على موقع كينوبويسك (الروسية)